# ニッキー・ブロンスキー
ニッキー・ブロンスキー（Nikki Blonsky、本名：ニコール・マーガレット・ブロンスキー、Nicole Margaret Blonsky、1988年11月9日 - ）は、アメリカ合衆国の女優、歌手。2007年に公開された映画『ヘアスプレー』のヒロインで知られている。

## 来歴・人物
ニューヨーク州ロングアイランド出身。父親はユダヤ系、母親はカトリック系。
15歳のときにブロードウェイの舞台『ヘアスプレー』を見て主人公トレイシー役のオーディションを受けたが、若すぎるという理由で不合格。グラミー財団に指定されたグレートネック・サウス高校でドラマとミュージカルの訓練を受ける。学校の舞台にも多く出演した。その後アイスクリーム屋のコールド・ストーン・クリーマリーでアルバイトをしていたが、映画版『ヘアスプレー』のオーディション募集を見て再挑戦、“歌って踊れるぽっちゃりティーン”として募集された1000人の応募者の中から見事17歳にして主役に抜擢された。この作品でゴールデングローブ賞主演女優賞（ミュージカル・コメディ部門）にノミネートされ、放送映画批評家協会賞では若手女優賞を受賞した。
『ヘアスプレー』の劇中でも“Good Morning Baltimore”など歌唱、ダンスパフォーマンスを披露しており、オリンピックフィギュアスケート金メダリストのサラ・ヒューズ歓迎パレードや、ニューヨークの色々なイベントでも歌を披露している。また、9.11同時多発テロ事件に関する詩を出版している。
2007年10月に『ヘアスプレー』のプロモーションでザック・エフロン、アダム・シャンクマン監督らと共に初来日。渋谷C.C.レモンホールにおいて行われたジャパン・プレミアでは劇中歌『You Can‘t Stop The Beat』をライブで披露した。フジテレビの朝番組『めざましテレビ』にザック・エフロンと共に生出演し、映画のプロモーションも行った。
2008年8月1日、ニッキー・ブロンスキーとその父親がタークス・カイコス諸島の空港の出国ラウンジで『America's Next Top Model』に出演したこともあるモデルのビアンカ・ゴールデンと喧嘩になり、逮捕されるという事件が起こった。ニッキーとビアンカは相手に肉体的な危害を加えたとして逮捕され、ニッキーの父親カールは重傷害で逮捕された。ビアンカは『タイラ・バンクス・ショー』に出演した際、ニッキーがひどく彼女を罵ったと語った。それに対してニッキーは、喧嘩を始めたのはビアンカの方であり、彼女が事実を歪曲して話していると反撃した。
近年は女優としてのキャリアが低迷気味であり、ハリウッドのビューティーサロンで美容師のアルバイトを行っている。しかし女優業を引退したわけではなく、現在も映画や舞台のオーディションを多数受けている。なお、このアルバイトについてニッキーはTwitter上で「生活費を稼ぐことができてとても誇りに思っている。だけど、まだ夢は追い続けているわよ。」と語っている。
2020年6月、TikTokにダイアナ・ロスの『アイム・カミング・アウト（I'm Coming Out）』に合わせて踊る動画を投稿。自身が同性愛者であることを明かした。

## 主な出演作品

### 映画
- ヘアスプレー Hairspray (2007) - 主演：トレイシー・ターンブラッド 役
- 13歳のハゲ男 Harold (2008) - ロンダ 役
- 45歳からの恋の幕アケ!! The English Teacher (2013) - シェイラ・ヌスバウム 役
- ラスト・ムービースター The Last Movie Star (2017) - フェイス 役

### テレビシリーズ
- アグリー・ベティ Ugly Betty (2009) - テリ 役 ※ゲスト出演
- SMASH SMASH (2013) - マーゴ 役